# Hardiya (Bara)
Pour les articles homonymes, voir Hardiya.
Hardiya (en népalais : हर्दिया) est un comité de développement villageois du Népal situé dans le district de Bara. Au recensement de 2011, il comptait 5 158 habitants.